# Stepnica
Stepnica [stɛpˈnit͡sa] (tiếng Đức: Stepenitz)  là một thị trấn thuộc hạt Goleniów, West Pomeranian Voivodeship, ở phía tây bắc Ba Lan. Đó là chỗ ngồi của gmina (khu hành chính) được gọi là Gmina Stepnica. Nó nằm khoảng 17 kilômét (11 mi) về phía tây bắc của Goleniów và 27 km (17 mi) phía bắc Szczecin, thủ đô của vùng.
Luật thành phố đã được đưa ra vào ngày 1 tháng 1 năm 2014. Thị trấn có dân số 2.067 người.
Stepnica nằm gần cửa sông Oder - Roztoka Odrzańska, phía nam đầm Szczecin trên tuyến đường đi giữa Police và Trzebież.